# Словесные названия российского оружия/П
Словесные названия российского оружия
А
Б
В
Г
Д
Е
Ё
Ж
З
И
К
Л
М
Н
О
П
Р
С
Т
У
Ф
Х
Ц
Ч
Ш
Щ
Э
Ю
Я
- «Пагода» — противотанковая мина ТМ-89
- «Пакет» — ГАС целеуказания для МПТК
- «Пакет» — 330-мм малогабаритный противоторпедный комплекс МПТК
- «Пакет» — быстро извлекаемое металлическое сооружение
- «Пал» — корабельная навигационная РЛС МР-231
- «Палаш» — морской ЗПРК [CADS-N-2]
- «Палинас» — корабельная РЛС
- «Паллада» — противодиверсионная ГАС
- «Паллада» — защищённая операционная система 83Т62
- «Палладий» — корабельная БИУС для подводных лодок проекта 877Э
- «Палтус» — дизель-электрические подводные лодки проекта 877 [Kilo]
- «Палтус» — корабельный трал ИУ
- «Палтус» — корабельная радиостанция
- «Пальма» — морской ЗПРК
- «Пальма» — радиовысотомер А-098
- «Пальма» — комплекс средств преодоления ПРО на УР-100
- «Пальма» — серия автомобильных и стационарных  радиостанций для МВД
- «Памир» — стационарный КВ пеленгатор (морская разведка)
- «Памир» — РЛС ПВО кругового обзора П-80 и П-90
- «Памир» — мобильная атомная электростанция
- «Памир» — амортизационное кресло на Ми-28
- «Память» — корабельная ГАС МГП-303
- «Память» — стационарный КВ радиопеленгаторный комплекс Р-382
- «Панда» — радиолокационный прицельный комплекс Н001ВП для модификаций Су-27
- «Панорама» — командный пункт зоны ПВО
- «Панорама» — авиационная круговая съёмочная аппаратура
- «Пантера» — авиационная РЛС
- «Пантера» — РЛС артиллерийской разведки СНАР-10М [Big Fred]
- «Пантера» — глубоководный телеуправляемый аппарат
- «Пантомима» — 120-мм ОФС к орудиям типа «Нона»
- «Панцирь» — самоходный ЗРПК 96К6 [SA-22 Greyhound]
  - «Панцирь-М» — морской вариант ЗРПК «Панцирь-С»
  - «Панцирь-МЕ» — морской вариант ЗРПК «Панцирь-С»
  - «Панцирь-С1»
  - «Панцирь-С1-О» — с оптической системой управления вооружением (с одноцелевым каналом) и без РЛС сопровождения
  - «Панцирь-С1Э» — модификация для экспортного назначения
  - «Панцирь-2Э» — специальная модификация для экспортного назначения
  - «Панцирь-С2» — комплекс с улучшенными характеристиками
  - «Панцирь-СА» — арктическая модификация на базе двухзвенного гусеничного транспортёра ДТ-30
  - «Панцирь-СМ» — с увеличенной до 40 км дальностью поражения целей
  - «Панцирь-СМ-СВ» — модификации на гусеничном шасси для Сухопутных и Воздушно-десантных войск
  - «Панцирь-СМ-ТБМ» — модификация с увеличенным количеством ракет с 12 до 24
  - «Панцирь-СМД-Е» — стационарный ЗРК для защиты промышленных и административных объектов от массированных атак беспилотников
- «Панцирь» — базовый тепловизионный модуль 1ТПП1
- «Панцирь» — командный пункт с АСУ
- «Папилон» — автоматизированная дактилоскопическая информационная система АДИС
- «Папуас» — нож-мачете
- «Параван» — всплывающая буйковая антенна
- «Параван» — буксируемая антенна ГАС
- «Параван» — авиационная система защиты от аэростатов ПВО (Ту-2)
- «Параван» — базовый тральщик IV серии проекта 58
- «Парашютист» — костюм морского десантника
- «Парис» — всплывающее аварийно-информационное устройство для подводных лодок (В-600-01М)
- «Пароль» — авиационная система опознавания «свой-чужой»
- «Парсек» — радиостанция приводная автоматизированная РПА
- «Партизан» — 122-мм переносной реактивный комплекс 9К132 (Град-П)
- «Партизан» — двухсторонний маскировочный костюм
- «Партнёр» — защитный комплект
- «Парус» — унифицированный перископный комплекс
- «Парус» — корабельная РЛС
- «Парус» — переносные УКВ радиостанции Р-105М, Р-108М, Р-109М
- «Парус» — навигационно-связной КА 11Ф627 («Циклон-Б»)
- «Парус» — доплеровская аппаратура (ДИСС) на КР «Гранат» и П-7
- «Пастель» — авиационная станция предупреждения об облучении Л-150
- «Пастель» — станция СПО-32 разведки РЛС и наведения ПРЛР
- «Пастух» — комплекс наземных радиостанций авиационной УКВ радиосвязи Р-997
- «Пат» — семейство 152-мм гаубиц в самоходном и буксируемом вариантах
  - «Пат-Б» — 152-мм буксируемая гаубица 2А61
  - «Пат-С» — опытная 152-мм самоходная гаубица 2С18 на базе БМП-3
  - «Пат-К» — опытная 152-мм самоходная гаубица 2С26 на шасси Урал-5323
- «Патруль» — 45-литровый рюкзак
- «Патруль» — узел радиоперехвата
- «Патруль» — бронеавтомобиль КамАЗ-435029 на шасси КамАЗ-4350
  - «Патруль-А»
  - «Патруль-СН»
- «Патрульный» — самолёт Ил-14 для погранвойск [Crate]
- «Пахра» — авиационное приёмно-индикаторное устройство А-100
- «Паук» — пистолет
- «Паук» — корабельный коммутатор КВ антенн
- «Певек» — пограничный корабль снабжения проекта 1595[1]
- «Пегас» — съёмочная аппаратура высокого разрешения
- «Пегас» — аппаратура ППРЧ
- «Пегас» — большой военный транспорт проекта 1833 (Березина)
- «Пегас» — корабельная ГАС
- «Пегматит» — вариант радиоулавливателя самолётов РУС-2 с одной приёмо-передающей антенной РУС-2с
- «Пекин» — морской танкер проекта 573[2]
- «Пеламида» — гидроакустическая станция МГ-541
- «Пелена» — наземный комплекс мощных помех
- «Пеленг» — авиационная прицельно-навигационная система
- «Пеленг» — авиационный СВ маяк-передатчик
- «Пеленг» — оптико-электронная система для ЗРК
- «Пеликан» — возимый КВ радиоприёмник Р-359 («Орёл-1»)
- «Пеликан» — приёмоиндикатор радиопеленгатора Р-355
- «Пеликан» — РЛС с фазированной антенной решёткой
- «Пеликан» — пограничный патрульный катер
- «Пеликан» — разгрузочный жилет для МВД
- «Пенал» — 40-мм ручной противопехотный одноразовый гранатомёт
- «Пение» — мишенный комплекс с имитатором воздушных целей
- «Перевал» — устройство быстродействующей телекодовой связи Р-098
- «Перевозчик» — самолёт Ан-22ПЗ для перевозки грузов на надфюзеляжной подвеске
- «Перевозчик» — транспортная машина 2Ф56 для перевозки боеприпасов для САУ 2С7
- «Периметр» — командный ракетный комплекс 15П011 с ракетой 15А11
- «Периметр» — система боевого управления 15Э601
- «Периметр» — система охраны особо важных объектов
- «Перископ» — радиолокационный комплекс 5У75 (57У6)
- «Перманент» — комплекс аппаратуры внутриузловой волоконно-оптической связи П-335
- «Пермячка» — противоосколочный бронежилет 6Б21
- «Пернач» — 9-мм автоматический пистолет СБЗ-2 (ОЦ-33)
- «Перо» — авиационная УКВ радиостанция Р-860
- «Перо» — разведывательный БПЛА
- «Персей-4» — глубоководный аппарат проекта 1841
- «Персона» — КА оптической разведки (Космос-2441)
- «Перунит» — серия ручных ГЛОНАСС/GPS навигаторов
- «Перфоратор» — 203-мм специальный (ядерный) снаряд для пушки 2С7
- «Перчик» — буксирно-моторный катер БМК-225
- «Пестунья» — аппаратная каналообразования П-259 на базе комплекса П-331
- «Печенег» — 7,62-мм единый пулемёт (6П41)
- «Печенег» — ночной разведывательный прибор 1ПН61 для БРМ-3К
- «Печора» — ЗРК (экспортный С-125)
- «Печора» — станция радионавигации А-311
- «Печора» — корабельная навигационная РЛС МР-241
- «Печора» — авиационная радиокомандная система управления КАБ
- «Печора» — автоматический радиокомпас А-311
- «Пика» — 160-мм опытный НАР АРС-160 (С-16)
- «Пика» — РЛС бокового обзора М-402 для Су-34
- «Пилон» — авиационная система управления ПРЛР
- «Пилот» — очки ночного видения
- «Пингвин» — антарктический вездеход (на базе БТР-50П)
- «Пингвин» — авиационная тепловизионная аппаратура (Ту-142)
- «Пион» — 203-мм САУ 2С7
- «Пион» — оптический приборный комплекс орбитального комплекса «Салют-7» — «Космос-1686»
- «Пион» — самоходная пусковая установка РК «Марс»
- «Пион» — авиационная антенно-фидерная система
- «Пион» — космический комплекс обнаружения
- «Пион» — наземный радиолучевой комплекс обнаружения
- «Пион» — авиационная станция РЭБ СПС-2К
- «Пион» — авиационная система ближней навигации А-323
- «Пионер» — лёгкий артиллерийский тягач 1930-х годов
- «Пионер» — подвижный грунтовый ракетный комплекс 15П645 (РСД-10) [SS-20 Saber]
- «Пионер» — разгрузочный жилет М23
- «Пирамида» — АСУ ПВО (в которую входят «Поле» и «Основа»)
- «Пирамида» — станция постановки помех радиосвязи Р-330П
- «Пиранья» — сверхмалая подводная лодка проекта 865 [Losos]
- «Пирит» — АСУ движением ПЛ
- «Пировидикон» — авиационный тепловизор
- «Пирс» — корабельный трансивер
- «Пирс» — комплекс обнаружения ПЛ по кильватерному следу
- «Пирс» — КА обнаружения и распознавания кораблей и ПЛ
- «Пирс» — стыковочный отсек-модуль МКС
- «Пихта» — низкоуровневая телевизионная система
- «Пихта» — корабельная УКВ радиостанция Р-625
- «Пицунда» — система малой автоматизации сбора и обработки РЛС информации
- «Пищаль» — ракета-мишень РМ-5В27А
- «Плавник» — подводная лодка проекта 685 («Комсомолец») [Mike]
- «Плавник» — ДВ-пеленгатор (морская радиотехническая разведка)
- «Плавск» — мобильная автоматизированная станция комплексного технического контроля МКТК-1
- «Плазма» — экспериментальный КА с ядерной силовой установкой «Топаз»
- «Пламенный» — базовый противопожарный катер проекта 364
- «Пламенный» — эскадренный миноносец проекта 56 (56Э/56М/56К/56А/56У) [Kotlin] [Kildin]
- «Пламя» — авиационная пушка АП-30
- «Пламя» — серия бортовых авиационных ЭВМ первого поколения
- «Пламя» — 30-мм автоматический станковый гранатомёт АГС-17 (6Г10) (216П)
- «Пламя» — корабельный КВ радиопередатчик Р-631
- «Пламя» — светошумовая граната
- «Планер» — специальная ГЧ для ракет Р-2
- «Планета» — комплекс связи
- «Планшет» — система сбора обстановки и управления разнородными силами (БИУС)
- «Планшет» — бронированный штурмовой щит
- «Пласт» — комплекс РЭБ МП-401
- «Пластун» — разгрузочный жилет
- «Пластун» — боевой нож
- «Платан» — вертолёт системы воздушного минирования Ми-2
- «Платан» — станция наземной артиллерийской разведки СНАР-2А (1РЛ11)
- «Платан» — корабельная аппаратура оповещения П-401
- «Платина» — корабельная ГАС МГ-335
- «Платина» — гидроакустический тренажёрный комплекс
- «Платформа» — перспективное шасси для подвижных грунтовых ракетных комплексов
- «Плахпет» — переносная УКВ радиостанция Р-106 (РБС» — радиостанция батальонной сети)
- «Плед» — комплекс средств автоматизации и связи 9С738 (РБр ОТРК 9К72, 9К71-1)
- «Плиса» — танковый тепловизионный прицел
- «Плитка» — телефонный аппарат
- «Плот» — авиационная система наведения и управления КР КСР-5П
- «Плот» — корабельная УКВ радиостанция
- «Плутон» — корабельный навигационный комплекс
- «Плутон» — многофункциональная радиотехническая система
- «Плутоний» — авиационная система фоторазведки
- «Плутоний» — корабельная ГАС
- «Победа» — ракетный комплекс средней дальности Р-5 (8А62) [SS-3 Shuster]
- «Победа» — проект высотной ракеты
- «Победа» — серия корабельных радиостанций
- «Побратим» — радиолокационная станция предупреждения столкновений МР-226
- «Повозка» — РХМ-5 на базе БМД-3
- «Погода» — самолёт метеозащиты Ан-26
- «Погреб» — ручная граната РГО
- «Подача» — АСУ береговой мобильной артиллерии
- «Подберёзовик» — корабельная РЛС МР-650
- «Подвал» — ручная граната РГН
- «Подвязка» — прицепное устройство разминирования УРП-01
- «Подгруппа» — инженерный минный тральщик ИМТ (объект 145)
- «Подзаголовок» — комплекс обеспечения радиоэлектронной совместимости МКЗ-10
- «Подкат» — корабельная РЛС обнаружения низколетящих целей (МР-350)
- «Подкидыш» — 40-мм выстрел ВОГ-25П (7П24) к ГП-25(30)
- «Поднос» — 82-мм миномёт 2Б14
- «Подснежник» — противоподкопный сейсмодатчик
- «Подснежник—Ветер» — наземная станция управления КА «Янтарь»
- «Подсолнух» — береговая загоризонтная РЛС
- «Подъём» — вертолётный неконтактный трал
- «Подъём» — переносная станция наземной разведки ПСНР-1 (1РЛ125)
- «Позитив» — корабельная РЛС МР-352
- «Позитрон» — авиационная бортовая связная КВ радиостанция Р-866
- «Позумент» — ночной стрелковый прицел
- «Поиск» — пассивный радиопеленгатор 9С13
- «Поиск» — теплопеленгатор
- «Поиск» — серия спасательных глубоководных аппаратов проектов 1806/1832/1906
- «Поиск» — проект экспериментальной глубоководной подводной лодки
- «Поиск» — допплеровский измеритель скорости и сноса ДИСС-7
- «Поиск» — модуль МКС (СО-2, МИМ-2)
- «Пойма» — корабельная система обработки радиолокационной информации и целеуказания
- «Пойма» — корабельная бортовая РЛС
- «Поле» — комплекс средств автоматизации 86Ж6 радиолокационной роты
- «Поле» — авиационный комплекс РЭБ (Ми-8ПП)
- «Поле» — подвижная ремонтно-техническая база Бр-210 (2У654)
- «Полёт» — авиационный пилотажно-навигационный комплекс
- «Полёт» — авиационный ракетно-космический комплекс («Воздушный старт»)
- «Полёт» — АСУ ВДВ
- «Полёт» — серия маневренных спутников-перехватчиков
- «Полёт» — приёмник для авиационной службы связи
- «Полёт» — система самолётовождения для Ан-22, Ил-76
- «Полёт» — летающая лаборатория на базе истребителя Су-9
- «Полигон» — радиоуправляемый комплекс полигонного оборудования (1У50)
- «Полином» — корабельная ГАС МГК-355
- «Полимент» — корабельный ЗРК
- «Полоса» — стационарная и мобильная КВ радиостанция Р-140
- «Полуфинал» — неконтактный взрыватель 9Э343
- «Полюс» — проект боевой космической станции 17Ф19ДМ («Скиф»)
- «Полюс» — КВ-радиостанция Р-161
- «Полюс» — авиационный поисково-ударный комплекс
- «Поляна» — АСУ зенитной ракетной бригады 9С468М1 «Поляна-Д1», 9С52/9С52М/9С52М1 «Поляна-Д4/Д4М/Д4М1»
- «Поморник» — малый противолодочный корабль проекта 1154 (проект)
- «Пончо» — плащ-накидка
- «Пончо» — бронежилет
- «Попадание» — ночной стрелковый прицел унифицированный НСПУМ (1ПН58)
- «Поплавок» — авиасбрасываемый гидроакустический буй
- «Попрыгунья» — подскакивающий осколочный боевой элемент 9Н235 для кассетных боевых частей
- «Пори» — АСУ ПУ ПВО
- «Порубщик» — самолет радиоэлектронной борьбы Ил-22ПП
- «Поручик» — учебная ТРРС Р-410М (Р-410М-У)
- «Посадка» — радиовысотомер малых высот РВ-85
- «Пословица» — аппаратная спецсвязи П-537У
- «Пособие» — тепловизионный наблюдательный прибор ТНП 1ПН71 для БРМ-3К, ПРП
- «Посол» — гибридные микросхемы для ЭВМ «Ритм»
- «Посох» — электродинамическое средство обнаружения
- «Посредник» — радиолиния передачи данных Су-24МР
- «Посыльной» — комплекс аппаратных для почтовой связи
- «Поток» — КА-ретранслятор 11Ф663 («Гейзер»)
- «Поток-2» — командно-штабная машина БМП-1КШ (объект 774)
- «Пояс» — разгрузочный жилет
- «Президент» — авиационный оптический датчик
- «Премьер» — самолёт дальнего радиолокационного обнаружения и управления А-100 (проект)
- «Прибой» — ракета-носитель морского старта на базе БРПЛ РСМ-54
- «Прибой» — РСЗО
- «Прибой» — крылатая ракета с пульсирующим воздушно-реактивным двигателем 16Х (опытная)
- «Прибой» — авиационная аппаратура для управления аэростатами
- «Прибор» — автомат Коробова
- «Привет» — 23-мм резиновая пуля (патрон «Волна-Р»)
- «Привод» — авиационная радиосистема ближней навигации А-340
- «Приз» — спасательные глубоководные аппараты пр. 1855
- «Приз» — ручной огнемёт РПО-2 (Шмель-М)
- «Приз» — радиовысотомер малых высот А-047
- «Призма» — КВ радиостанция 5-АК
- «Призма» — корабельная РЛС обнаружения надводных целей
- «Призма» — авиационная бортовая связная КВ радиостанция Р-847
- «Призма» — проект мобильной системы ПРО (вариант «Сатурна»)
- «Призма» — прицел корабельной артиллерийской установки АК-726
- «Призыв» — космическая спасательная система (проект)
- «Прикол» — наручники со стационарным креплением
- «Прима» — 122-мм реактивная система залпового огня 9К59
- «Прима» — авиационная бортовая КВ радиостанция
- «Приморец» — центральная станция спутниковой связи 14Ц60-01
- «Приоритет» — перспективный танк Т-99 (проект)
- «Припять» — ГАС МГВ-13Б водолаза (в составе комплекса «Нерей»)
- «Природа» — космический фотокомплекс (КА «Ресурс»)
- «Природа» — модуль ОКС «Мир»
- «Приставка» — авиационная аппаратура для управления аэростатами
- «Приток» — аппаратура привода и связи с самолётом-заправщиком
- «Приток» — пеленгационная УКВ станция
- «Притон» — пулеулавливатель
- «Прицеп» — корабельная станция спутниковой связи для надводных кораблей Р-793
- «Причал» — авиационная лазерная станция подсвета и дальнометрирования
- «Проба» — радиолокационная метеорологическая станция РВЗ-1 (9С81)
- «Проворный» — большой противолодочный корабль проекта 61Э
- «Прогноз» — серия космических аппаратов СПРН
- «Программа» — РЛС ПРО
- «Прогрев» — система разминирования
- «Прогресс» — ПКР П-35 (3М44) (4К44) [SS-N-3B Shaddock]
- «Прогресс» — серия транспортных беспилотных грузовых космических кораблей (ТГК), выводимых на орбиту с помощью ракеты-носителя «Союз»
  - «Прогресс» — космический корабль снабжения 11Ф615А15
  - «Прогресс-М» — космический корабль снабжения 11Ф615А55
  - «Прогресс-М1» — космический корабль снабжения
  - «Прогресс-М-СО1» — космический корабль снабжения
  - «Прогресс-М-М» — космический корабль снабжения
  - «Прогресс-М-МИМ2» — космический корабль снабжения
  - «Прогресс-М-ГКМ» — специализированный грузовой корабль-модуль
  - «Прогресс-МС» — космический корабль снабжения
  - «Прогресс-М-УМ» — космический корабль снабжения
- «Прогресс» — авиационная станция целеуказания (Су-17; МиГ-27)
- «Прогресс» — активная радиолокационная ГСН КР Х-45
- «Прогресс» — РЛС переднего обзора на Т-4
- «Прогресс» — ряд автобусов на шасси грузовиков ГАЗ и ЗиЛ для нужд ГСОВГ (ГСВГ, ЗГВ)
  - «Прогресс-3» — капотный автобус на шасси ГАЗ-51. Выпускался в 1947—1956 гг.
  - «Прогресс-3» — капотный автобус на шасси ГАЗ-51А. Выпускался в 1956—1959 гг.
  - «Прогресс-4» — капотный автобус на шасси ГАЗ-51А. Выпускался с 1959 г. по начало 1960-х гг.
  - «Прогресс-5» — капотный автобус на шасси ГАЗ-51А с оригинальным пассажирским кузовом. Выпускался с начала 1960-х гг.
  - «Прогресс-7» — штабной бескапотный автобус на шасси ЗИЛ-157. Строился в 1960-х и до первой половине 1970-х годов.
  - «Прогресс-8» — бескапотный автобус на шасси ГАЗ-51А. Строился в конце 1960-х и первой половине 1970-х годов.
  - «Прогресс-9» — штабной бескапотный автобус на шасси ЗИЛ-157К. Строился в первой половине 1970-х годов.
  - «Прогресс-12» — бескапотный автобус на шасси ГАЗ-53. Строился с начала до второй половины 1970-х гг.
  - «Прогресс-30» — бескапотный автобус на шасси ГАЗ-53. Строился со второй половины 1970-х гг. до середины 1980-х гг.
  - «Прогресс-35» — бескапотный автобус на шасси ГАЗ-53. Строился со второй половины 1980-х гг. до начала 1990-х гг.
- «Прожектор» — авиационная ракета Х-25 класса «воздух-земля»
- «Прожектор» — авиационная лазерная оптико-электронная станция
- «Прозаик» — 122-мм реактивный снаряд 9М16 (3М16) 9К51, 9К54, 9К55 с кассетной БЧ (5 мин ПОМ-2) для РСЗО
- «Пролив» — радиовзрыватель 5Е15 для ракеты В-600
- «Прометей» — ЗРК С-500
- «Проминь» — танковый прицел 1Г46М (в комплексе «Рось»)
- «Проня» — БПЛА-фоторазведчик
- «Проран» — аппаратура радиотехнической разведки
- «Прорыв» — дальний ударный БПЛА (проект)
- «Просвет» — станция орудийной наводки
- «Просветитель» — взрыватель 9Э136 для снаряда 3ОФ30
- «Простор» — командный пункт радиотехнической бригады
- «Простор» — авиационный тепловизор
- «Простор» — система оперативного координационного планирования применения средств НАКУ 14П05
- «Протва» — периметровое средство обнаружения
- «Противник» — мобильная РЛС ПВО 59Н6
- «Протей» — подводный буксировщик
- «Протектор» — универсальная тепловая машина
- «Протон» — переносная КВ радиостанция Р-353 (для спецназа)
- «Протон» — подводный транспортировщик
- «Протон» — тяжёлая ракета-носитель УР-500К (8К82К)
- «Протон» — авиационная РЛС
- «Протон» — комплекс средств автоматизации КП корпуса/дивизии Войск ПВО
- «Прыжок» — радиоприёмник Р-309А
- «Птицелов» — зенитный ракетный комплекс с боевой частью ЗРК «Сосна» на шасси БМД-4 и БМП-3
- «Пузырь» — новая армейская фляжка
- «Пума» — авиационная прицельно-навигационная система ПНС-24
- «Пума» — пограничный сторожевой катер на воздушной подушке проекта 18802
- «Пума» — корабельная система управления огнём 5П-10
- «Пума» — привязной аэростат
- «Пурга» — комплекс управления стрельбой противолодочным оружием
- «Пурга» — комплекс оптико-электронного подавления
- «Пурга» — опытный противолодочный ракетный комплекс (80Р)
- «Пурга» — авиационная РЛС (на Су-15М)
- «Пурга» — ледокольный сторожевой корабль проекта 52 (52К)
- «Пурпур» — квантовый дальномер танковый КДТ-2 (1Д16)
- «Путанка» — малозаметная проволочная сеть 190-МЗП-1М
- «Путь» — авиационная пилотажно-навигационная система
- «Путь» — корабельный прокладчик курса
- «Пчела» — разведывательный БПЛА
- «Пчела» — КА военной связи 11Ф611 («Стрела-2»)
- «Пчёлка» — самолёт связи Ан-14
- «Пятёрка» — ПКР П-5 [SS-B-3A Shaddock]